# 久米 (那覇市)
久米（くめ）は、沖縄県那覇市の地名。1丁目と2丁目がある。郵便番号は900-0033。

## 地理
北側は若狭、東側は松山、久茂地、南側は泉崎、東町、西、西側は辻に隣接する。北東端には松山通り、南東端には国道58号、南西端には西消防署通り、北西端には上之蔵大通り（沖縄県道43号線）が通る。中央部を久米大通り（沖縄県道47号線）が通り、久米大通りの西側が1丁目、東側が2丁目である。
久茂地にある沖縄都市モノレール県庁前駅やパレットくもじ（リウボウデパート）、泉崎にある沖縄都市モノレール旭橋駅、那覇バスターミナル、沖縄県庁、那覇市役所まで概ね500m-1kmの距離であり、那覇市の中心部に近い地域である。

## 歴史
この地区はかつては3つの川（安里川、久茂地川、国場川）と海に囲まれた浮島で、そこに14世紀後半に中国大陸からの移民（以下、渡来人）が住み着いて集落を作り、久米村（くにんだ）と呼ばれた。その渡来人たちは久米三十六姓と呼ばれ、中国との貿易や当時の東南アジア諸国との貿易を行い、琉球王国の大交易時代を支えた。中国の貿易政策の変更のあおりをうけて一旦は衰退したが、1609年の薩摩藩による琉球進攻後、再び中国貿易が推進されてこの地域が復興した。琉球王国の政治家であり教育家として知られる程順則はこの地区の出身である。

## 施設

### 久米1丁目
- 那覇警察署西武門交番
- 那覇市立上山中学校
- 那覇市立天妃小学校
- 那覇市立天妃幼稚園
- 沖縄福祉保育専門学校
- のびのび保育園
- 天妃宮跡
- 天妃フラワーパーク
- 米国民政府跡

### 久米2丁目
- 至聖廟
- 福州園
- 久米崇聖会
- 孔子廟跡
- 那覇商工会議所
- 沖縄県青年会館
- 沖縄ワシントンホテル
- 沖縄ナハナ・ホテル&スパ
- 東横イン那覇旭橋駅前（ビジネスホテル）
- 西鉄リゾートイン那覇
- スマイルホテル那覇シティリゾート
- ローソン那覇商業高校前店
- ファミリーマート久米西武門店
- 松山公園
- 那覇中央教会

## 交通

### バス
那覇バスの市内線・与根線の停留所がある。北端部の久米大通りと松山通りの交差点周辺に「久米孔子廟前」バス停、東側の松山通り上の那覇商業高校付近に「商業高校前」バス停、南側の久米大通り上に「久米」バス停、西端の上之蔵大通りと久米大通りが交差する久米（南）交差点周辺に「西武門」バス停。
那覇バスターミナル・県庁北口バス停などから琉球バス交通・沖縄バス・那覇バス・東陽バスの市外線や、やんばる急行バスも利用可能。

### 道路
- 国道58号
- 沖縄県道43号線
- 沖縄県道47号線